# Башня Хомерт
Башня Хомерт (нем. Homertturm) — 22-метровая смотровая башня, расположенная на высоте 538,3 м над уровнем моря на горе Хомерт, в природном парке Эббегебирге — на юге от города Люденшайд.

## История и описание
Главный инженер-строитель города Люденшайд, господин Фалькенрот, создал свой градостроительный план в 1894 года: заказчиком проекта выступил отдел Люденшайда Горной ассоциации Зауэрланда («Sauerländischen Gebirgsvereins», SGV), который был основан за три года до этого, в 1891. Проект 22-метровой смотровой башни был включён в планы развития города, но дискуссию вызвало её точное местоположение — помимо текущего места на горе Хомерт, обсуждалась и возможность строительства ближе к горе Хё (нем. Höh); но в результате голосования победил нынешний участок.
Башня Хомерт, в которой изначально присутствовали стилистические элементы направления историзм, была построена с использованием как местных материалов, так и цветного песчаника, отложений которого не было поблизости от строительной площадки — и который требовал дорогостоящей доставки из соседних регионов. Уже в XX веке, в 1960-х годах, башня была покрыта белыми асбесто-бетонными плитами, которые и определяют ее современный внешний вид. Со смотровой площадки на вершине башни открывается панорамный вид на район Меркиш и часть региона Зауэрланд — на западе видна часть региона Бергиш-Ланд. На юге панорама ограничена грядой Эббегебирге (нем. Ebbegebirge). С момента своей постройки и по сей день «Хомерттурм» поддерживается Горной ассоциацией Зауэрланда.